# Henning Frisell
Henning Eric Frisell, född 15 oktober 1824 i Skållerud, Älvsborgs län, död 20 februari 1899 i Göteborg, var en svensk affärsman.

## Biografi
Fadern var brukspatron Erik Frisell och modern Hedvig Gustafva Ekelund. Efter avslutade studier kom Frisell till Göteborg där han 1849 erhöll burskap. Han var grundare och delägare i firma F & H. Frisell 1849–1874 och ensam ägare 1875–1899. Frisell var även delägare och direktör för AB D. Carnegie & Co i Göteborg 1870–1899. Han hade flera styrelseuppdrag, såsom i Skandinaviska Kredit, Jonsereds Fabrikers AB, Stömne bruk, Göteborgs mekaniska verkstad och Göteborgs sparbank. Mellan åren 1867–1870 var han ledamot i Göteborgs stadsfullmäktige. Han var även ägare till Sölje glasbruk.
Frisell var sedan 1855 gift med Alfhild Eugenia Lindberg, dotter till brukspatronen J.G. Lindberg och Gustava Johanna Engborg. Han var bror till Fredric Fabian Frisell och far till industrimannen Erik Frisell.